# Едуар Стако
Едуар Стако (Стахович) (фр. Édouard Stako (Stachowicz), 11 січня 1934, Ескоден — 21 жовтня 2008, Массі) — французький футболіст польського походження, що грав на позиції півзахисника, зокрема за «Валансьєнн» та «Стад Франсе», а також за національну збірну Франції.

## Клубна кар'єра
У дорослому футболі дебютував 1951 року виступами за команду «Аніш», в якій провів два сезони. 
Своєю грою за цю команду привернув увагу представників тренерського штабу «Валансьєнна», до складу якого приєднався 1953 року. Відіграв за команду з Валансьєнна наступні шість сезонів своєї ігрової кар'єри. Більшість часу, проведеного у складі «Валансьєнна», був основним гравцем команди.
1959 року перейшов до «Стад Франсе», за який відіграв вісім сезонів. Граючи у складі «Стад Франсе» також здебільшого виходив на поле в основному складі команди. Завершив професійну кар'єру футболіста виступами за команду «Стад Франсе» у 1967 році.

## Виступи за збірну
1959 року дебютував в офіційних матчах у складі національної збірної Франції. Протягом наступних шести років провів у її формі загалом три матчі, забивши один гол.
Помер 21 жовтня 2008 року на 75-му році життя у місті Массі.
| Дата       | Місто    | Господарі | Результат | Гості   | Турнір            | Голи | Примітки |
| ---------- | -------- | --------- | --------- | ------- | ----------------- | ---- | -------- |
| 1-3-1959   | Коломб   | Франція   | 2 – 2     | Бельгія | товариський матч  | -    |          |
| 24-10-1962 | Штутгарт | ФРН       | 2 – 2     | Франція | товариський матч  | 1    |          |
| 23-5-1964  | Будапешт | Угорщина  | 2 – 1     | Франція | Відбір до ЧЄ 1964 | -    |          |
| Усього     |          | Матчів    | 3         |         | Голів             | 1    |          |